# Уэсуги Кагэкацу
Уэсуги Кагэкацу (яп. 上杉 景勝, 8 января 1556 — 19 апреля 1623) — японский даймё периодов Сэнгоку и Эдо, 1-й тодзама-даймё княжества Ёнэдзава (1601—1623).

## Биография
Родился в 1556 году, сын Нагао Масакагэ (1526—1564), который был главой ветви Уэда рода Нагао. Мать Кагэкацу Ая-Годзэн (1524—1609) была старшей сестрой могущественного даймё Уэсуги Кэнсина. После смерти отца Кагэкацу был усыновлен своим дядей Уэсуги Кэнсином. Был женат на дочери знаменитого Такэды Сингэна и сестре Такэды Кацуёри.

## Правление
В 1578 году после смерти Уэсуги Кэнсина началась борьба за власть между его приёмными сыновьями Кагэторой и Кагэкацу. Первоначально Уэсуги Кагэтора унаследовал отцовские владения в провинции Этиго. Но Уэсуги Кагэкацу оспорил наследственные права, и началась междоусобная война, из которой Кагэкацу вышел победителем. В 1579 году Кагэтора был разбит, осажден в замке и вынужден был совершить ритуальное самоубийство. Уэсуги Кагэкацу стал единоличным правителем провинции Этиго с доходом в 550000 коку риса.
При Тоётоми Хидэёси Уэсуги Кагэкацу принимал участие в похода против рода Го-Ходзё и военной кампании в Корее. В 1598 году Уэсуги Кагэкацу получил от Тоётоми Хидэёси феодальное владение Айдзу на севере Хонсю, доход от которого оценивался в 1200000 коку риса. В том же 1598 году после смерти Тоётоми Хидэёси Уэсуги Кагэкацу вошел в состав опекунского совета («готайро»), который должен был управлять государством до совершеннолетия Тоётоми Хидэёри.
В 1600 году Уэсуги Кагэкацу вступил в союз с Исидой Мицунари и выступил против даймё Токугавы Иэясу. Он первый планировал начать военные действия против клана Токугава. Уэсуги Кагэкацу построил новый замок в Айдзу и привлек внимание Иэясу, который приказал ему прибыть в Осаку, чтобы объяснить своё поведение. Кагэкацу отказался, и Токугава во главе 50-тысячной армии стал готовиться к походу на Айдзу. Уэсуги Кагэкацу должен был занять Токугаву военными действиями на севере, чтобы отвлечь его от Исиды Мицунари и Осаки. Однако Иэясу разгадал вражеский план и остался в Осаке. Военачальники Могами Ёсиаки и Датэ Масамунэ, вассалы Иэясу, начали военные действия против Кагэкацу в Тохоку (на севере Хонсю). Кагэкацу со своей армией планировал ударить на Токугаву с северо-востока в то время как Исида Мицунари будет наступать против него с запада. Однако в самом начале кампании Уэсуги Кагэкацу потерпел поражение при замке Сироиси.
После победы Токугавы Иэясу над Исидой Мицунари в битве при Сэкигахаре Уэсуги Кагэкацу поспешно выразил ему верноподданнические чувства. Токугава Иэясу конфисковал у него княжество Айдзу и передал взамен княжество Ёнэдзава (провинция Дэва) с доходом 300000 коку риса.
В 1614-1615 годах Уэсуги Кагэкацу на стороне сёгуната Токугава участвовал в Осакской кампании против Тоётоми Хидэёри.
В апреле 1623 года Уэсуги Кагэкацу скончался в Ёнэдзаве, ему наследовал сын Уэсуги Садакацу (1604—1645), ставший 2-м даймё княжества Ёнэдзава (1623—1645).